# Laurindo Almeida Quartet featuring Bud Shank
Laurindo Almeida Quartet featuring Bud Shank, republié ultérieurement sous le titre Brazilliance ou Brazilliance Volume 1, est un album de samba-jazz enregistré en 1953 et 1954 par le guitariste brésilien Laurindo Almeida et le saxophoniste américain Bud Shank, et publié sur le label Pacific Jazz Records.
Cet album innovant mélangeant jazz et musique brésilienne est, de l'avis du célèbre critique de jazz Leonard Feather et d'autres spécialistes, le précurseur et le prototype de la bossa nova,,, même s'il n'est pas encore de la bossa nova au sens strict du terme et doit plutôt être qualifié de samba-jazz, selon Almeida lui-même,,. 
Avec cet album, Laurindo Almeida et Bud Shank méritent d'être reconnus comme les pionniers de la fusion de la musique brésilienne et du jazz et comme les premiers musiciens de jazz à avoir joué des sambas brésiliennes, cinq ans avant Antônio Carlos Jobim, cofondateur de la bossa nova, et huit ans avant les premiers morceaux de bossa nova américaine de Dizzy Gillespie, Herb Ellis et Herbie Mann à l'automne 1961, et le fameux album au succès planétaire Jazz Samba enregistré en 1962 par Charlie Byrd et Stan Getz,,,,.
L'album Laurindo Almeida Quartet featuring Bud Shank a influencé Jobim et l'a « aidé à trouver dans quelle direction aller ». 
Un second album de samba-jazz est enregistré en 1958 par Almeida et Shank et publié sous le titre Holiday in Brazil, rebaptisé plus tard Brazilliance Volume 2.

## Historique

### Contexte
Durant sa jeunesse, le guitariste brésilien Laurindo Almeida est convaincu que les musiciens ne doivent pas rester dans leur propre pays. En 1936, à l'âge de 19 ans, il décroche un emploi dans l'orchestre d'un bateau de croisière qui accoste au Portugal, en Espagne, en France, en Belgique, en Hollande et en Allemagne, ce qui lui permet d'aller à Paris voir Django Reinhardt et Stéphane Grappelli jouer avec le Quintet du Hot Club de France,,,.
Possédant une collection de disques de jazz américains, Almeida rêve cependant de s'installer aux États-Unis : il choisit la Californie parce qu'il sait qu'il y a là beaucoup de travail en studio. Il débarque donc en 1947 à l'âge de 30 ans en Californie et, étant déjà un artiste bien établi au Brésil, il décroche un job dans un studio d'Hollywood, où il collabore au film A Song is Born de Danny Kaye,. Mais le musicien Joe Riddle est frappé par le fait qu'Almeida joue de la guitare avec les doigts, alors que l'habitude aux États-Unis était d'utiliser un plectre. Riddle le recommande à Stan Kenton, qui est à l'époque à la recherche d'un nouveau son acoustique à la guitare et apprécie le fait qu'Almeida joue avec les doigts,. Kenton lui dit « Je ne veux plus de plectre ou de guitare électrique, je veux quelque chose de vraiment pur et clair ». Almeida quitte donc les studios d'Hollywood et intègre l'orchestre de Kenton, dont il reste le guitariste durant trois ans, de 1947 à 1950,,. Il y joue le rôle de guitariste / arrangeur / compositeur, un rôle inédit aux États-Unis à l'époque,.
En 1950, Stan Kenton tombe malade et il dissout son big band : Almeida se lie alors avec le saxophoniste Bud Shank, le bassiste Harry Babasin et le batteur Roy Harte. Le jeune producteur Richard Bock, fondateur du label Pacific Jazz Records, leur demande d'enregistrer un disque,.  Shank est enthousiaste mais ne sait trop que faire,. Almeida suggère alors « Et bien, marions nos musiques et voyons ce qui se passe »,. Shank et Babasin jouent tous deux un rôle très important dans l'élaboration de l'aspect jazz de l'album, et en avril 1953 le quatuor enregistre ce disque innovant dans lequel il mélange le jazz et la samba brésilienne,,.
Almeida baptise ce nouveau style « samba-jazz ».
Deux disques vinyle de format 10 pouces intitulés Laurindo Almeida Quartet, featuring Bud Shank et Laurindo Almeida Quartet, featuring Bud Shank Vol. 2 sont publiés en 1954, combinés en 1961 en un album de format douze pouces intitulé Brazilliance publié sur le label Pacific Jazz Records,.
Almeida et Shank reprendront leur collaboration « samba-jazz » en enregistrant en mars 1958 Holiday in Brazil, un album qui est légèrement antérieur à la fondation de la bossa nova par Antônio Carlos Jobim, Vinícius de Moraes et João Gilberto, marquée officieusement par l'album Canção do amor demais composé par Jobim et de Moraes et enregistré par la chanteuse Elizeth Cardoso en mai 1958, et officiellement par l'album Chega de saudade de João Gilberto paru en 1959,,,,,. Holiday in Brazil précède par ailleurs de plus de trois ans les premiers morceaux de bossa nova américaine enregistrés par Dizzy Gillespie et Herb Ellis à l'automne 1961, et le fameux album au succès planétaire Jazz Samba enregistré en février 1962 par Charlie Byrd avec l'aide de Stan Getz,,,.
Après Holiday in Brazil, rebaptisé plus tard Brazilliance Volume 2, viendra enfin en 1959 Latin Contrasts,, parfois appelé Brazilliance Volume 3.
Au début des années 1960, Almeida sacrifiera à la mode de la bossa nova créée par Getz, Gilberto, Byrd et Jobim, avec son album Viva Bossa Nova! de 1962, qui sera un succès commercial.

### Enregistrement et production
Les six morceaux Tocata, Hazardous, Carinoso, Nono, Noctambulism et Blue Baiao sont enregistrés en septembre 1953 à Los Angeles par Bud Shank (saxophone), Laurindo Almeida (guitare), Harry Babasin (contrebasse) et Roy Harte (batterie).
Les huit morceaux Atabaque, Amor Flamenco, Stairway To The Stars, Acertate Mas, Terra Seca, Speak Low, Inquietacao et Baa-Too-Kee sont enregistrés le 22 avril 1954 par le même ensemble.
L'album est enregistré par Philip Turetsky, un ingénieur du son de Pacific Jazz Records, qui a souvent travaillé dans un petit studio d'enregistrement domestique appelé Phil Turetsky's House.
Il est produit par le fondateur du label Pacific Jazz Records Dick Bock (Richard Bock), un producteur de jazz West Coast né en 1927 à New York et mort en 1988 à Los Angeles. 

### Publication
L'album sort en 1954 en disque vinyle sur le label Pacific Jazz Records sous le titre Laurindo Almeida Quartet Featuring Bud Shank et la référence PJ-1204.
L'illustration de la couverture est l'œuvre d'Andrew C. Rodriguez, et la conception graphique de l'album est l'œuvre de Woody Woodward, Directeur artistique chez Pacific Jazz Records dans les années 50 et 60, il a également été écrivain et photographe.

### Rééditions
L'album est réédité à de nombreuses reprises en disque vinyle LP de 1955 à 2009 sous le titre Laurindo Almeida Quartet Featuring Bud Shank par les labels Pacific Jazz, World Pacific Records, Vogue Records, The Record Society, World Record Club et Liberty,.
Mais il sort également en LP sous le titre Brazilliance en 1961 sur le label World Pacific Records, imité plus tard par les labels PA USA et Pure Pleasure Records.
À partir de 1991, il est publié en CD sous les titres Brazilliance Vol. 1 ou Laurindo Almeida Quartet Featuring Bud Shank par World Pacific Records, Jazz Heritage Society et Pacific Jazz.
En 2013, le label Jasmine, une maison de disques londonienne spécialisée dans les rééditions de jazz, de country et de blues, regroupe Brazilliance Vol. 1 (Laurindo Almeida Quartet featuring Bud Shank) et Brazilliance Vol. 2 (Holiday In Brazil) sur un même CD portant le titre The Brazilliance of Laurindo Almeida and Bud Shank Volumes 1 & 2 et la référence JASCD 271.

## Postérité
Dans une interview donnée en 1979 à Les Tomkins, Laurindo Almeida affirme avec fierté que l'enregistrement réalisé en 1953 avec Shank était une sorte de départ, mais il précise qu'ils ne se considéraient pas à l'époque comme des inventeurs et qu'ils ne qualifiaient pas cette musique de bossa nova,. Évoquant l'album de bossa nova sorti en 1962 par Stan Getz et Charlie Byrd, Almeida estime que « les gens n'étaient pas préparés pour cette chose quand on l'a faite, mais ils l'étaient quand Charlie et Stan l'ont faite ».
Selon Alexandre Francischini, « Ronald Purcel, musicologue à l'université d'État de Californie, et Leonard Feather, critique et historien de la musique américaine, soulignent que, même si Laurindo Almeida ne vivait plus au Brésil lorsque le mouvement musical (de la bossa nova) a éclaté, l'enregistrement d'une série de disques avec Bud Shank en 1953-1954 réédités à la fin des années 1950 sous le nom de Brazilliance, a été un précurseur de la fusion des éléments rythmiques caractéristiques de la musique populaire brésilienne avec le jazz américain ». Ronald Purcel soutient que Laurindo Almeida aurait dit à Leonard Feather que, lors d'une visite à Rio en 1957, il aurait apporté ses disques à ses amis musiciens, ce qui aurait pu avoir une certaine influence sur les musiciens pré-bossa-nova. Laurindo Almeida, a déclaré la même chose à John Tynan, critique de jazz pour le magazine DownBeat : il dit avoir apporté au Brésil 25 exemplaires du disque, et que ceux-ci circulaient à Rio de Janeiro et à São Paulo.
Le producteur Arnaldo de Souteiro fait partie de ceux qui croient en l'importance de ces disques. Témoignant dans un documentaire sur Almeida, il dit : « En 1953, Laurindo Almeida et son quatuor ont enregistré deux disques qui sont des jalons dans cette collaboration du jazz avec la musique brésilienne. C'était la première fois qu'on improvisait jazzistiquement sur des rythmes brésiliens. Et si l'on considère la bossa nova comme la fusion de rythmes brésiliens et d'éléments jazz, Laurindo Almeida est vraiment le grand précurseur de cette histoire ». Dans le même documentaire, le guitariste de bossa nova Oscar Castro-Neves affirme qu'« il est impossible de parler de bossa nova sans parler de Garoto, de Radamés Gnattali et de Laurindo Almeida, non seulement parce que Laurindo était un guitariste à la technique impeccable, mais aussi parce qu'il était un guitariste moderne, utilisant déjà des accords de jazz, et vivant dans le jazz ».
Dans une interview donnée en 2008 à Marc Meyers, Bud Shank déclare être allé dans l'appartement d'Antônio Carlos Jobim (cofondateur du style bossa nova) lorsqu'il était à Rio en 1965. Il explique : « C'était durant le Carnaval et [lui], Luiz Bonfá et d'autres musiciens traînaient ensemble dans son  appartement... Jobim m'a dit que lui et les autres musiciens avaient écouté mes disques avec Laurindo Almeida au début des années 1950, ainsi que d'autres albums de jazz West Coast sur lesquels j'avais joué. Il déclara que ces disques les avaient aidés à trouver dans quelle direction aller ». 
Par ailleurs, Shank note que Jobim et compagnie avaient écoutés d'autres artistes de jazz West Coast, mais que la scène du jazz New-Yorkais n'avait joué aucun rôle dans l'évolution de la bossa nova. 
Selon Shank, les fondateurs brésiliens de la bossa nova Jobim, Bonfá et Gilberto ont appliqué à leurs compositions une cadence d'accords qui était propre à la scène californienne.

## Accueil critique
Le site AllMusic attribue 5 étoiles à Brazilliance (et curieusement 3 étoiles seulement au même album sous le titre Laurindo Almeida Quartet Featuring Bud Shank).
Le critique musical Scott Yanow d'AllMusic souligne que « Les performances sont très proches de la bossa nova dans leur combinaison de jazz aux tons froids et de rythmes brésiliens ; en fait, ce sont sans doute les premiers enregistrements de bossa nova, bien avant même que Jobim et Joao Gilberto aient enregistré. Seuls quatre des quatorze morceaux ne sont pas basés sur des chansons folkloriques brésiliennes, et beaucoup de chansons (en particulier "Carinoso") sont assez mémorables. Cette publication d'importance historique, très accessible et fortement recommandée est un bijou ».
Pour le label Jasmine « Cet hybride musical combinait ces deux genres sur une base plus artistique que ce qui avait été fait auparavant ou a été fait ensuite. Un merveilleux et sincère respect traverse cette superbe collection et l'admiration que ces deux artistes avaient l'un pour l'autre transparaît sur chaque morceau ».
Pour Sam Hick, auteur en 2013 du texte de la notice du CD The Brazilliance of Laurindo Almeida and Bud Shank Volumes 1 & 2 : « Lorsque le parfum du folk brésilien fusionne avec le jazz américain, les deux genres musicaux acquièrent un nouveau relief, imprégnés de nouvelles textures et de nouveaux concepts créatifs ».
Lors du décès de Laurindo Almeida en 1995, le New York Time rappelle que « l'album a été bien accueilli à l'époque et considéré comme un peu expérimental. Son impulsion cross-stylistique a été reprise par Stan Getz, qui a favorisé la popularité de la bossa nova aux États-Unis ».

## Liste des morceaux
Le disque est principalement écrit par des Brésiliens : Radamés Gnattali est représenté par plusieurs morceaux, Pixinguinha, l'un des plus grands compositeurs de choro est représenté avec Carinhoso, Ary Barroso a deux compositions et Luiz Gonzaga est représenté par Blue Baião, une adaptation West Coast du baião du Nordeste par Almeida et Shank, sans compter deux compositions d'Almeida, lui-même brésilien.
| 1.    | Atábaque              | Radamés Gnattali                                   | 02:49 |
| 2.    | Amor Flamengo         | Laurindo Almeida                                   | 02:57 |
| 3.    | Stairway to the Stars | Matty Malneck / Mitchell Parish / Frank Signorelli | 03:01 |
| 4.    | Acertate Mas          | Osvaldo Farrés                                     | 03:03 |
| 5.    | Terra Sêca            | Ary Barroso                                        | 03:12 |
| 6.    | Speak Low             | Ogden Nash / Kurt Weill                            | 02:22 |
| 7.    | Inquietacão           | Ary Barroso                                        | 03:04 |
| 8.    | Baa-Too-Kee           | Laurindo Almeida                                   | 03:03 |
| 9.    | Cariñoso              | Pixinguinha                                        | 03:35 |
| 10.   | Tocata                | Radamés Gnattali                                   | 04:47 |
| 11.   | Hazardous             | Dick Hazard                                        | 02:50 |
| 12.   | Nonô                  | Ricardo Peixoto                                    | 03:01 |
| 13.   | Noctambulism          | Harry Babasin                                      | 04:39 |
| 14.   | Blue Baião            | Humberto Teixeira, Luiz Gonzaga                    | 03:18 |
| 45:41 |                       |                                                    |       |

## Musiciens
- Laurindo Almeida : guitare
- Bud Shank : saxophone alto
- Harry Babasin : contrebasse
- Roy Harte : batterie